# Ansley
Ansley és una població dels Estats Units a l'estat de Nebraska. Segons el cens del 2000 tenia 520 habitants.

## Demografia
Segons el cens del 2000, Ansley tenia 520 habitants, 224 habitatges, i 152 famílies. La densitat de població era de 334,6 habitants per km².
Dels 224 habitatges en un 27,2% hi vivien nens de menys de 18 anys, en un 55,8% hi vivien parelles casades, en un 7,6% dones solteres, i en un 31,7% no eren unitats familiars. En el 30,4% dels habitatges hi vivien persones soles el 15,6% de les quals corresponia a persones de 65 anys o més que vivien soles. El nombre mitjà de persones vivint en cada habitatge era de 2,32 i el nombre mitjà de persones que vivien en cada família era de 2,88.
Per edats la població es repartia de la següent manera: un 25,6% tenia menys de 18 anys, un 8,1% entre 18 i 24, un 23,1% entre 25 i 44, un 23,1% de 45 a 60 i un 20,2% 65 anys o més.
L'edat mediana era de 40 anys. Per cada 100 dones de 18 o més anys hi havia 99,5 homes.
La renda mediana per habitatge era de 27.760 $ i la renda mediana per família de 30.000 $. Els homes tenien una renda mediana de 24.417 $ mentre que les dones 18.929 $. La renda per capita de la població era de 14.144 $. Aproximadament el 7,5% de les famílies i el 10,4% de la població estaven per davall del llindar de pobresa.

## Poblacions més properes
El següent diagrama mostra les poblacions més properes.